# 开封话
开封话是中原官话的一种，有其独有特点。这里的开封话主要是指开封市区使用的方言，不包括开封郊县的方言。开封方言直白易懂，方言词汇很多，诙谐幽默。
与其他中原官话相比，开封话主要特点为儿化音明显，存在吞音，和‘平水韵九屑’元音【e】的大量使用。

## 音系

### 儿化音
与郑州话相比，开封话儿化音现象突出。有人把郑州话比作“河南味的普通话”，把开封话比作“河南味的北京话”，主要原因就是因为其儿化音的大量使用。且儿化音往往伴随着缩减词句的功能，如把“绳子”、“小妮子”、“小舅子”、“妗子”、“花”、“门”、“小李”直接儿化读作“绳儿”、“小妮儿”、“小舅儿”、“妗儿”“花儿”、“门儿”、“小李儿”。

### 尖团合流
例如“幸”“姓”同音。

### 吞音
开封话中存在广泛的吞音等语流音变的现象。由于吞音，语速更快，但讲话含混不清的情景更多。例如，“你去弄啥呢？”“不喜欢”“学院门”“新街口”在开封话中变成“女nua啦”“不旋”“旋门儿”“歇口儿”等。

### 辅音置换
“就是”在开封话中说成“逗是”。
“就这样吧”说成“逗就这吧”。

### ‘平水韵九屑’元音【e】的普遍使用[來源請求]
开封话另一大特点就是把‘平水韵九屑’元音/e/作为主元音来使用，如“这”/dʒè/,“车”/tʃé/,“热”/ʒé/，“蛇”/ʃè/，“核桃”/hètào/,等。这个特点已经成为了分辨开封人和郑州人的依据之一。/e/音使用的现象在其他河南方言中不多见，但在中国其他官话地域却有类似情况，比如重庆话中，就也有/e/音大量使用的现象。

## 减缩字
词句的减缩是中原官话的特点之一，往往几个字就能够代表其他方言的长句。而开封话相对中原官话显得更加减缩。如：把“筷子”读作/kuiáo/，把“孩子”读作/hiào/，把“鸡子”读作“揪”，都省去了“子”字。

## 方言字
- “中”：行。
- “羊二”：现在。
- “就弯儿”：根本。。。干脆。。。
- “可”：非常。
- “兴”：态度蛮横，厉害，发狠，兴奋。
- “蹩”：固执。
- “嗻”：依靠，撒娇。
- “bè”：“别”字的异读。
- “冇” [mao]：没有。
- “屙” [e]：排大便。
- “攉” [huo]：泼，倒。
- “能”：聪明。
- “精喜”：聪明（贬称）。
- “半吊”：二百五。
- “月白/be/”：事情没下文了。
- “和搅”：搅合，捣乱。
- “夜个”：昨天。
- “鸡个”：今天。
- “咩个”：明天。
- “鸡个/hie/”：今天晚上。
- “嗷嗷”：大声喊叫。
- “张精”：逞强，逞能，张扬。
- “挟邩” [xiehuo]：大声说话。
- “赖孙”：坏蛋。
- “燕面糊”：蝙蝠。
- “鬼溜”：得意。女孩儿长得迷人（贬称）。
- “遮楞”：“侧着、斜着、歪着”。
- “直楞”：“竖起来的、精神的”。
- “撮革/gé/囊”：“倒垃圾”。
- “揢”/ke/：捕捉。如“捉小偷”说成“揢/kè/小偷”。
- “hào”：“风筝”，有音无字。
- “打/dèlou/”：“打陀螺”，有音无字。

## 与郑州话的争议
一部分开封人认为郑州话是一种新兴的语言，由于交通便利发展迅速，各地居民（河南人居多）迅速涌入郑州。语言混杂，于是按照普通话的标准河南味化，形成了郑州话。不能代表河南话。但是同样有人认为郑州话由于没有大量的特殊字词发音，因此与外省人沟通方便，利于交流。事实上，如今电视节目中的河南方言大多是郑州话，这种话很容易被官话语系的人听懂。这样引起了一些认为开封话才是正宗河南话人士的反对，因为开封长期作为河南省会，其语言在郑州崛起前一直被视作河南话的代表。但是有人认为开封话读音使用都与普通话有较大区别，会给外地人难以听懂的感觉。
河南省会从开封迁至郑州后，随着大批开封人的到来，开封话对郑州话有一定程度的影响，再加上国家大力推广以北京话为蓝本的普通话，而开封话和北京话原本就有一定程度的近似，同属于北方话次方言。同时，随着经济的深入发展，便利的交通使本省乃至全国各地居民涌入郑州，语言混杂，相互影响，所以，以开封话为基础演变而来的郑州话，在其发展过程中又受到普通话的影响，最终形成了具有河南特色但又接近普通话风格的郑州方言。